# Mourits Nielsen Gyldenstierne
Mourits Nielsen Gyldenstjerne (død 1504) var en dansk rigsråd.
Han var søn af Niels Pedersen Gyldenstjerne til Ågård og Pernille Mogensdatter Munk.
Efter sin far arvede han Ågård i Jylland, Bregentved på Sjælland og Markie i Skåne, desuden en del mindre hovedgårde i Vendsyssel: Ellinggård, Lerbæk, Nibstrup og flere.
Fra 1470 havde han Han Herred som pantelen, 1480-94 var han lensmand på Ålborghus, 1484-89 også på Lundenæs.
Han var en af sin tids mest fremtrædende mænd, og omkring 1477 indtrådte han i rigsrådet, hvoraf han var medlem til sin død, muligvis med en kort afbrydelse 1500-1. Som rigsråd deltog han i de på hans tid hyppig forekommende møder med svenskerne, således særlig i Kalmar 1495. Han var en af de rigsråder, der 1500 ledsagede kong Hans' datter, prinsesse Elisabeth, på hendes bryllupsrejse til Brandenburg.
I 1468 blev han gift med Margrethe Turesdatter Bielke, datter af den unionsvenlige svenske rigsråd Ture Tureson Bielke til Krågerum i Småland.
Han var død 16. februar 1504 og blev begravet i sortebrødreklosteret i Viborg, hvor også hans i 1507 afdøde hustru ligger. Hans eneste barn, datteren Anne, blev gift med Oluf Stigsen Krognos til Krapperup og Bollerup.

## Eksterne kilder og henvisninger
- Tekst efter Arthur William Mollerup i Dansk Biografisk Leksikon på Projekt Runeberg, der angiver disse kilder:
  - Danske Magazin. 3. Række III, 251 ff.
  - Brasch, Gl. Eiere af Bregentved S. 25 ff.